# Idmidronea bidenkapi
Idmidronea bidenkapi is een mosdiertjessoort uit de familie van de Tubuliporidae. De wetenschappelijke naam van de soort is voor het eerst geldig gepubliceerd in 1955 door Kluge.